# Tetralicia iberiaca
Tetralicia iberiaca là một loài côn trùng cánh nửa trong họ Aleyrodidae, phân họ Aleyrodinae.
Tetralicia iberiaca được Bink-Moenen miêu tả khoa học đầu tiên năm 1989.